# 音樂情人夢
《音樂情人夢》是一部於拉丁美洲迪士尼頻道首播的阿根廷電視劇集，由拉丁美洲、歐洲、中東、及非洲的迪士尼頻道發行，Pol-ka Producciones製作。拉丁美洲及義大利於2012年5月14日正式首播。
台灣迪士尼頻道以本劇作為2015年開年大戲，於1月19日起每周一到四晚間9點半首播（第一季上半季）。劇中音樂、字幕中文翻譯及副聲道部分採用英文配音版本。2016年6月13日起每周一到四晚間10點再度重播。
2017年2月6日起每周一到四晚間10點首播第一季第二階段（下半季），時段稱：「星光首映會-音樂情人夢」，除不做配音為原音播出外其餘播出模式不變。

## 集數概況
| 季數 | 季數 | 集數 | 主題             | 首播 （拉丁美洲） | 首播 （拉丁美洲） | 英文首播 （英國和愛爾蘭） | 英文首播 （英國和愛爾蘭） | 台灣首播      | 台灣首播      |
| 季數 | 季數 | 集數 | 主題             | 首播              | 季終              | 首播                      | 季終                      | 首播          | 季終          |
| ---- | ---- | ---- | ---------------- | ----------------- | ----------------- | ------------------------- | ------------------------- | ------------- | ------------- |
|      | 1    | 40   | 她的命運已到     | 2012年5月14日     | 2012年7月6日      | 2013年7月22日             | 2013年10月25日            | 2015年1月19日 | 2015年3月26日 |
|      | 1    | 40   | 薇歐蕾塔的改變   | 2012年9月3日      | 2012年10月25日    | 2013年11月4日             | 2014年8月28日             | 2017年2月6日  | 2017年4月13日 |
|      | 2    | 40   | 一切重新開始     | 2013年4月29日     | 2013年6月21日     | 2014年9月22日             | 2014年11月14日            |               |               |
|      | 2    | 40   | 大聲說出你的夢想 | 2013年8月19日     | 2013年10月11日    | 2015年1月19日             | 2015年4月15日             |               |               |
|      | 3    | 40   | 新的夢想         | 2014年7月28日     | 2014年10月17日    | 2015年9月21日             | 2015年12月20日            |               |               |
|      | 3    | 40   | 夢想的延續       | 2014年11月17日    | 2015年2月6日      | TBA                       | TBA                       |               |               |

## 故事
第一季:
薇歐蕾塔的母親曾是一名著名歌手，在薇歐蕾塔年幼時因車禍而逝世，然而薇歐蕾塔並不知道自己繼承了母親歌唱的天賦。薇歐蕾塔的父親賀曼，是個成功的生意人，同時也非常深愛自己的女兒，但他總是過度保護薇歐蕾塔。賀曼極度害怕薇歐蕾塔未來會踏上妻子的後塵，於是極力掩蓋其過去不讓薇歐蕾塔知道，避免她會去觸碰或瞭解。在妻子去世後父女倆搬到馬德里，而賀曼寧願讓薇歐蕾塔獨自一人，也不願讓女兒接觸其他同齡的孩子。
賀曼深知薇歐蕾塔是個有天賦的音樂家，於是賀曼決定讓女兒學習鋼琴，卻仍不願讓她觸碰歌唱或演戲，而這一切皆因他們搬回故鄉布宜諾斯艾利斯而產生變化。薇歐蕾塔開始在音樂學校「Studio 21」（台譯：21明星學校）上鋼琴課，而她遇見了一個老師－安琪，安琪總是給予鼓勵並想盡辦法激發薇歐蕾塔的天賦，同時薇歐蕾塔在學習過程中，也遇見了新的人事物。這時她的生命中出現了兩個男孩－湯瑪士與里昂，三人也將因此展開一段三角戀...
第二季:
薇歐蕾塔成為了Youmix（台譯：優密克斯）的新星，在80年代舞會上又遇見了迪亞哥，和里昂一直發生衝突和誤會，薇歐蕾塔能改善一切嗎?

## 演員列表
| 角色                                                   | 演員                      | 演員                      | 演員                      |
| 角色                                                   | 第1季 （2012）            | 第2季 （2013）            | 第3季 （2014）            |
| ------------------------------------------------------ | ------------------------- | ------------------------- | ------------------------- |
| 賀曼·卡斯提 （Germán Castillo）                        | 迪亞哥·拉莫斯             | 迪亞哥·拉莫斯             | 迪亞哥·拉莫斯             |
| 薇歐蕾塔·卡斯提 （Violetta Castillo）                  | 瑪蒂娜·斯托賽爾           | 瑪蒂娜·斯托賽爾           | 瑪蒂娜·斯托賽爾           |
| 安琪絲「安琪」·卡拉 （Angeles "Angie" Carrará）        | 可拉拉·亞隆索             | 可拉拉·亞隆索             | 可拉拉·亞隆索             |
| 歐佳·派翠西亞·潘雅 （Olga Patricia Peña）              | 米兒妲·沃斯               | 米兒妲·沃斯               | 米兒妲·沃斯               |
| 山德羅·拉馬洛 （Lisandro Ramallo）                     | 阿爾佛略多·阿連德         | 阿爾佛略多·阿連德         | 阿爾佛略多·阿連德         |
| 潔德·拉法汀 （Jade LaFontaine）                        | 芙蘿蓮莃雅·班尼提茲       | 芙蘿蓮莃雅·班尼提茲       | 芙蘿蓮莃雅·班尼提茲       |
| 馬提亞斯「馬提」·拉法汀 （Matías "Mati" LaFontaine）   | 華金·貝托爾               | 華金·貝托爾               | 華金·貝托爾               |
| 法蘭西絲·卡菲利亞 （Francesca Caviglia）               | 蘿多菲卡·可米洛           | 蘿多菲卡·可米洛           | 蘿多菲卡·可米洛           |
| 卡蜜拉·托雷斯 （Camila Torres）                        | 康妲拉瑞亞·莫爾菲熙       | 康妲拉瑞亞·莫爾菲熙       | 康妲拉瑞亞·莫爾菲熙       |
| 麥斯米利亞諾「麥斯」·彭德 （Maximiliano "Maxi" Ponte） | 法坤多·剛班德             | 法坤多·剛班德             | 法坤多·剛班德             |
| 安德魯·卡利斯托 （Andrés Calixto）                     | 尼可拉斯·嘉尼爾           | 尼可拉斯·嘉尼爾           | 尼可拉斯·嘉尼爾           |
| 昂·法爾加斯 （León Vargas）                            | 豪爾賀·布蘭戈             | 豪爾賀·布蘭戈             | 豪爾賀·布蘭戈             |
| 盧米菈·菲洛 （Ludmila Ferro）                          | 梅絲蒂·朗布利             | 梅絲蒂·朗布利             | 梅絲蒂·朗布利             |
| 娜妲莉亞「娜媞」·菲達爾 （Natalia "Naty" Vidal）       | 艾兒芭·梨可               | 艾兒芭·梨可               | 艾兒芭·梨可               |
| 布拉迪 （Broduey）                                     | 山謬·納希曼多             | 山謬·納希曼多             | 山謬·納希曼多             |
| 費德戈 （Federico）                                    | 盧傑羅·帕斯道雷利         | 盧傑羅·帕斯道雷利         | 盧傑羅·帕斯道雷利         |
| 格雷戈奧·加薩 （Gregorio Casal）                       | 羅德里戈·沛德雷達         | 羅德里戈·沛德雷達         | 羅德里戈·沛德雷達         |
| 羅伯特·「班托」班凡尼托 （Roberto "Beto" Benvenuto）   | 帕布羅·蘇達尼             | 帕布羅·蘇達尼             | 帕布羅·蘇達尼             |
| 帕布羅·加林多 （Pablo Galindo）                        | 埃爾基耶爾·羅德里格斯     | 埃爾基耶爾·羅德里格斯     | 埃爾基耶爾·羅德里格斯     |
| 安東尼奧·費爾南德 （Antonio Fernández）                | 阿爾貝托·費爾南德·迪·羅薩 | 阿爾貝托·費爾南德·迪·羅薩 | 阿爾貝托·費爾南德·迪·羅薩 |
| 馬洛提 （Marotti）                                     | 迪亞哥·艾爾卡拉           | 迪亞哥·艾爾卡拉           | 迪亞哥·艾爾卡拉           |
| 迪亞哥·埃爾南德 （Diego Hernández）                    |                           | 迪亞哥·多明格斯           | 迪亞哥·多明格斯           |
| 馬可·塔菲利 （Marco Tavelli）                          |                           | 薩比亞泥·龐賽·迪·雷昂     | 薩比亞泥·龐賽·迪·雷昂     |
| 米爾頓 （Miltón）                                      |                           |                           | 羅德里戈·弗蘭普頓         |
| 潔梨 （Gery）                                          |                           |                           | 瑪卡蓮娜·米格爾           |
| 克萊文 （Clement）                                     |                           |                           | 達米恩·勞雷塔             |
| 沛梨西拉 （Priscilla）                                 |                           |                           | 芙蘿蘭莃雅·奧提茲         |
| 湯瑪士·艾雷迪亞 （Tomás Heredia）                      | 帕布羅·艾斯畢諾沙         |                           |                           |
| 路卡·卡菲利亞 （Lucas Caviglia）                       | 西蒙瑞·李霍伊             |                           |                           |
| 布拉可 （Braco）                                       | 阿圖爾·洛諾夫             |                           |                           |
| 拿坡昂 （Napoleón）                                    | 羅德里多·菲利亞           |                           |                           |
| 艾絲梅蘭達·迪·皮耶德羅 （Esmeralda Di Pietro）         |                           | 卡兒拉·潘朵菲             |                           |
| 潔可琳「潔姬」·賽恩茲 （Jacqueline "Jackie" Saenz）    |                           | 瓦倫媞娜·菲里曼           |                           |
| 拉拉 （Lara）                                          |                           | 法萊黎雅·巴洛尼           |                           |

## 人物介紹

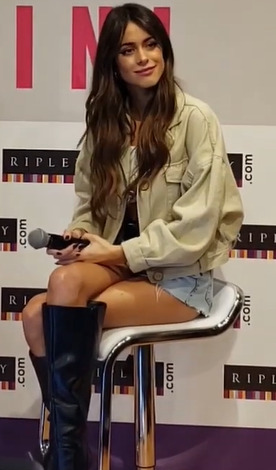

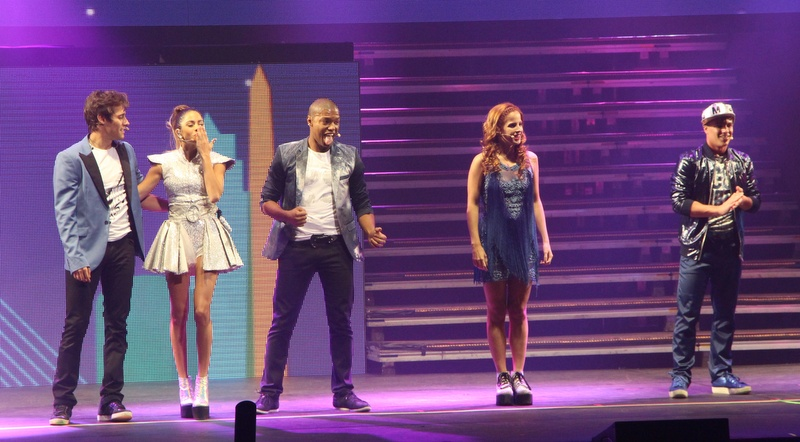

台灣版第一季上半季以配音播映（配音版）/下半季以原音播映（原音版），故部分角色有兩種譯名。

### 主要角色
- 瑪蒂娜·斯托賽爾 飾演 薇歐蕾塔·卡斯提（Violetta Castillo）（台灣配音：陳貞伃）

暱稱小薇（Vilu），16→17歲（第3集後）（1995/6/26生日，見12集結尾小薇給帕布羅的《入學申請書》），本劇女主兼核心人物，是個聰明開朗的女孩，擁有一本紫羅蘭色日記隨時記錄心事。
她繼承了母親獨特的歌唱才能與父親聰明的腦袋，但因父親「過度」保護使她感到孤獨，與父親搬回布宜諾斯艾利斯後也尋找著自己在這世上的定位。
第2集與安琪合作破壞並推倒潔徳為她準備的藍禮服（恰巧撞到蛋糕）。
第2集看到日記夾著幼年自己與母親合照及床上她的粉色禮服（安琪暗中拿的），於喬遷派對中穿上它讓眾人驚艷，但第3集開頭就被潔徳以果汁潑灑。
第2集不小心打翻優格，清理時小湯正好來送披薩。此時赫曼正好要找歐佳，導致小湯誤認她是歐佳。
第4集求歐佳讓她自己買蔬果，恰巧又見到小湯，談話中表示以為盧米菈是他女友。稍後看到爸爸開車過來嚇得帶他躲起來。
第5集在劇院看到盧米菈搭訕來送貨的小湯又誤會他說謊。
第6集開始在著名音樂學院「Studio 21」學習鋼琴（未正式入學，只是向父親舉薦的老師恰巧在該校）。
去餐廳時碰巧遇到要外送的小湯，於是兩人就在途中「調情」。在公園長椅時因不小心「坐到」地上的外送箱導致裡頭沙拉壓壞，雖小湯並不怪罪但還是自責逃回家，回房後看到媽媽的鋼琴型音樂盒和夾在裡頭的照片（安琪暗中拿的）。
第7集因盧米菈和娜娜寄假信誤以為學校舉辦扮裝派對，使得結尾穿天使裝登場。
第8集開頭因扮相被帕布羅質問與受到同學嘲笑，結尾看到小盧散播的假影片時對小湯覺得他「毒舌」和潑水趕出去。
第9集還是不斷聽到同學嘲笑自己扮天使的事，在法蘭告知下才知自己「意外」在校造成一波新流行，並做出同里昂的評價。
12集結尾想正式入學但又打消念頭，第15集看了母親日記後決定參加入學考。

14集結尾因枕頭下摸到閣樓鑰匙，得以進去看到母親遺物，隨後看到父親驚訝的進來。因此深深覺得父親竟背叛自己，但此事也讓他知道自己隱瞞一切的作為其實是錯誤的。
16集被盧米菈設計關在工具室，後來是從天窗逃出去，並於結尾看到自己順利錄取。
17集正式入學，這讓小薇接觸到新的世界，同時也逐漸讓她發現自己的天賦與母親的過去。
一開始喜歡湯瑪士，但礙於好友法蘭喜歡湯瑪士而放棄，其實內心一直喜歡湯瑪士，但因法蘭所以一直不敢面對自己的內心，後來跟里昂在一起，分手後終於跟好友法蘭「暗示」他喜歡湯瑪士，法蘭也說跟隨自己的心。
第二季時喜歡上昂，對於里昂與拉拉交往感到嫉妒。
雖第一季最後因父親想通終於可以留在鎮上不用移民，卻因湯瑪士要回西班牙導致兩人又錯過，電影版中表示與里昂又再一起了。
- 迪亞哥·拉莫斯（英语：Diego Ramos） 飾演 賀曼·卡斯提（Germán Castillo，西語）（Herman Castillo，英語）（台灣配音：夏治世）

薇歐蕾塔父親，本劇男主，是個事業有成的工程師兼國際建築公司老闆（永續建築），個性聰明謹慎。
他有個個性勢利的女友潔德，但當他遇見安琪後，開始混亂...
稱小湯為「外送男」（Delivery guy）
總認為女兒是去「鋼琴教室」，直到77集結尾才在潔德「刻意」洩漏下知曉真相。
第3集看到女兒穿著妻子禮服下來時被這神似的身影「迷惘」了一下，恢復理智後激動講了「不要女兒活在過去」之類的話。
第5集聽到女兒出門後「氣急敗壞」到酒吧想找小湯算帳，到學校找到她時又看到他也在旁，故誤會兩人「私下約會」，父女倆互相生氣。
在女兒「管控鬆緊與否」上一直與安琪存有爭執；雖55集後內心想開始逐漸鬆手，但時機總是讓小薇無法放心收受。
35集晚餐時因昂獻花給小薇得知兩人交往後，突然難以承受因而心臟氣喘暈倒。
雖一直在家中工作，不過卻對家中情況毫無所知，甚至是劇中最後一位明白所有真相之人。
78集開頭親眼看到女兒是真上音樂學校學唱歌後極為生氣。起初認定這是安琪與帕布羅對她的「慫恿」，周遭人對自身的「欺瞞」。
到學校想找「失蹤（到街上找小湯）」的女兒時，見了安東尼才知道——演出其實取消但瑪瑞雅仍自願演唱（他做出允許並未阻止）於是才發生意外過世。
明白真相後拒絕接受也聽不進任何解釋，甚至不顧周遭反對硬要跟潔德結婚。直到結婚當日被證婚人問到結婚誓詞時，才想通領悟安琪臨走前所說的心裡話而說了「不」，明白自己其實對潔德只是“喜歡”而並非“愛”（79集開頭）。
原想再度離開並移民卡達，80集前去機場前聽了安琪暗中塞進袋子的錄音，於女兒買飲料起舞的場景才改變心意讓她前去參加年終大戲，並在眾人聯合演出的閉幕表演親吻女兒額頭，作為放下過去心結與從此肯定女兒優於亡妻的才華之證明。
- 帕布羅·艾斯畢諾沙（英语：Pablo Espinosa (actor)） 飾演 湯瑪士·艾雷迪亞（Tomás Heredia）（台灣配音：李勇）

台版姓名翻小湯·赫瑞迪亞(第14集)，暱稱Tomás/Tom(台版皆譯小湯)/Tommy（小湯湯，盧米菈常用），第一季男一，是個有魅力、謙遜的男孩。出生於西班牙，後與母親來到阿根廷照顧奶奶。
原擔任外送工作，但因里昂多次來鬧場及賀曼的關係被路卡開除，後來於第7集到「Studio 21」擔任羅伯特助理（Beto's assistant）。
雖受到賀曼阻饒，仍依舊喜歡薇歐蕾塔。
第1集結尾救了在雨中差點兒被泥巴滑倒的小薇。
第2集送披薩時誤認正在清理廚房的小薇是歐佳（當她要講名字時赫曼正好要找歐佳）；到學校外送時把玩吉他被帕布羅撞見並深受稍後來教室的同學高度賞識。
第3集外送歐佳點的餐到卡斯提家，但正要與小薇講話時被赫曼趕出。
第4集恰巧見到自己買蔬果的小薇，談話中「澄清」盧米菈不是他女友，表示只喜歡她一人。稍後因她看到賀曼開車過來嚇得帶自己躲起來，所以誤以為他是她老闆。
第5集來戲院送貨時盧米菈趁機「貼上去」，使小薇又誤會他說謊；之後跑到她房間要解釋時叫她「歐佳塔」（Olguita），稍後被歐佳驅趕。
第6集要外送時碰巧遇到小薇，於是兩人就在途中「約會調情」，在公園長椅時因她不小心「坐到」地上的外送箱導致裡頭沙拉等餐點被壓壞，但他並不怪罪甚至不想要小薇負擔賠償。
第7集開頭因盧米菈而知曉真相，故誤以為她先前都在欺騙，也不肯聽解釋，之後更‘當空氣’。在家因太專注於切甜椒，故導致平底鍋的菜被燒焦。
第8集開頭少數沒嘲笑小薇穿天使裝的人之一，但不高興里昂對她的關心；之後還是選擇相信體諒小薇的難處。
第9集結尾到小薇房間向假影片之事辯解；第10集開頭因赫曼找女兒而暫且躲于門後，要離開時無意撞見安琪並知曉她當小薇家教之事（更囑咐要保密）。

堂妹阿古斯蒂纳（Agustina Heredia）（小湯都暱稱她Agus，台譯「艾妮」）為支持他與小薇（Tomletta，湯塔配）在一起的「堅定份子」（雖她從不認識小薇）。
不過26/27集她將桑布拉諾大師的花送還時，小薇就見到她並說了話，小薇稍後也明白她跟小湯關係。

16集結尾看到自己落榜衷心祝賀小薇，17集因羅伯特告知通過，帕布羅複查成績發現錯誤後正式入學。
後來發現小薇與昂相愛，對於這個事實感到既殘酷又無法接受。
36集知道小薇想讓父親到阿根廷工作的想法後非常生氣（因盧米菈已早先「篡奪」此提案），以為她想和盧米菈爭寵博取好感。不但拒絕聽進法蘭等人解釋逐漸站向盧米菈一方，甚至在52集跟她正式交往。直到61集後段盧米拉向自己承認她暗中偷走撕毀小薇的《達人21》參賽表格。雖他還對她還有點信心，不過因63集小盧上傳「抹黑」影片（小薇向小法與卡蜜「模仿」小盧，她暗中側錄後加以剪接。），直到64集小湯撿到她遺落於置物櫃的手機而發現片源，並於65集拒絕原諒小盧同時正式分手。

第一季結束後決定回到西班牙繼續追求音樂事業，並向小薇約定日後發達了會讓她第一個知道。
因演員本人想專注音樂生涯而辭演。
- 豪爾賀·布蘭戈（英语：Jorge Blanco (actor)） 飾演 里昂·法爾加斯（León Vargas）（台灣配音：徐偉翔）

第一季男二→第二季男一，個性驕傲自滿，外表總是擺出酷酷甚至憤恨兇惡的樣子，但內心非常善良誠實。
不同於湯瑪士，他來自富裕家庭，從未為了討生活而工作。就讀於「Studio 21」，同時也具有極大藝術潛力。
起初為了向奪走女友盧米菈注意的湯瑪士復仇而接近薇歐蕾塔，然而後來卻真的愛上了她並交往，同時也會在她背後給予支持，甚至因此成為更謙遜的人。
第3集看到盧米菈與小湯畫面（布拉可側錄並混於上課影像）後氣得分手，但稍後娜娜對盧米菈起底他是假裝其實早已知情。
第5集要上校車前救了差點被一群滑板車使用者撞到的小薇。
第6集初見拉馬洛時很熱絡（因賀曼跟里昂兩家人本就認識）；在教室門口看到躲藏的安琪時被她‘暗示’趕快走開；私下告訴安德魯－小薇「家世顯赫」。
第8集開頭少數沒嘲笑小薇穿天使裝的人之一，還稱讚是「如假包換的天使」，甚至遏止在場同學嘲笑並護送她回家。
第9集看到麥斯在搭訕羅拉，稍後安德魯「急忙護妹」，對此覺得好笑；
34集末在公園長椅親吻小薇並在35集於晚餐獻花到小薇家以紀念兩人正式交往。
由於小薇與小湯關係極深，所以就算如此也常因劇情使2人處在同一地而憤恨吃醋（不過很多時候是出於盧米菈想出詭計所刻意營造的情景，卻因她本人疏忽所造就的「案外案」），甚至不高興而分手。不過就算如此還是會在小薇哀求後又復合，但不久後還是因「盧米菈挑撥+對小湯敵意」而再次分手。接著出於實則心中對小薇仍不捨而進入「吃醋離去→被安撫」的死循環直至第一季結束。

- 可拉拉·亞隆索（英语：María Clara Alonso） 飾演 安琪莉絲[12]「安琪」·卡拉[13]（Angeles "Angie" Carrará）（台灣配音：丘梅君）

活潑好動，好愛音樂與藝術，「Studio 21」歌唱/樂理老師（Singing teacher）（15集）。
賀曼小姨子，在姊姊去世後，欲聯繫賀曼與薇歐蕾塔，但卻沒有成功。
當父女倆再次回到家鄉，她決定冒充是要應徵家教（governess/Tutor（劇中常用））而進入卡斯提家（Castillo House，第2集），並在初期小心翼翼平衡兩邊身分，但第10集就被小湯無意撞見。
小薇最親近朋友兼心靈導師，也經常在賀曼背後給予幫助，填補了她生命中母親角色。
第2集暗中進入閣樓並拿走禮服放於小薇床上。
由於第3集結尾被潔德知曉非人力公司派遣，第4集開頭被她叫的兩名壯漢逐出，於是只好先找帕布羅商討對策。
向賀曼「爆料」真實身分並斥責他過度護女（心中想法），實則「表明」急需這份工作而順利留下。
第4集由於校外教學與帶小薇看的表演相同戲院，於是做了喬裝兩邊跑防止被學生半路認出。
第5集因特殊「喬裝」讓格瑞感到懷疑，結尾上課時因看到小薇站在門口於是急忙拿椅子「遮掩」使學生感到疑惑。
第6集看到小薇在大門口於是急忙帶帕布羅與拉法·帕爾莫「躲避」；回家後又進入閣樓拿姐姐的鋼琴型音樂盒暗中放入小薇房間。
第7集向帕布羅表示為專注於小薇而要暫時離開學校；結尾小薇去學校時在她被窩中「佯裝」以瞞過賀曼。

15集因格瑞滑倒受傷，而受帕布羅請求擔任入學考試最終評審，也意外讓小薇知道真實身分，雖她起初不太肯接受，但瞭解其苦衷後還是重修舊好。
17集小薇正式入學後向帕布羅表示正式回歸，並決定調整兩邊作息。

雖潔德與自己處處針鋒相對，但自己從不視她為敵。甚至跟帕布羅說「發現自己被她聘偵探調查」時，說她是「我們的好友」。（51集）

她並不承認被賀曼吸引，第二季時，得知帕布羅與其他女生在一起而心碎。
第三季嫁給賀曼。

### 同學
- 梅絲蒂·朗布利 飾演 盧米菈·菲洛（Ludmila Ferro）（台灣配音：龍顯蕙）

來自富裕家庭，一開始是里昂女友，在校深受格瑞‘恩寵’。
外表光鮮亮麗，但同時也是個愛說謊、喜歡操縱他人、個性傲慢的女孩，甚至可「為達目的不擇手段」。
喜歡受到矚目，一直覺得自己是學校裡的「女神」、「超級明星」（Supernova），常在要離開時打响指並說："Ludmila is out!"。
儘管湯瑪士環境與自己有所不同，但仍不自主的被他吸引，然而他卻喜歡著薇歐蕾塔。這也使得她不管在愛情、才能或是外貌，都視小薇為勁敵。
第2集「不小心」噴果汁在麥斯做帕布羅作業的電腦上讓它壞掉，並故意在格瑞身旁裝無辜。
為奪得小湯喜歡，總是不停接近他並公然暱稱為「小湯湯」（Tommy），使小薇在入學對她前極度反感（其他同學也都明白小湯並不喜歡她），甚至私下貶稱她「巫婆」。
如所有反派一般，身邊都有個小喽喽－娜媞，而她通常會暱稱她「小盧」（Lu）/「盧米」（Ludmi）。
第3集聽娜娜分析假使與小湯在一起可能會極為淒慘後在眾人面前於大廳潑他一臉水；第4集向里昂裝可憐求復合。
第6集聽到昂對安德魯說小薇的家世，結尾又碰到小湯跟他勾搭上並聊天，並表示小薇並不是歐佳且「家世顯赫」。
第7集故意對小薇找碴並‘昭告’在場同學「說謊精」在此；在卡蜜等人跟她做介紹時'趁機'跳出來說她是「富二代」（百萬富翁千金）；結尾與娜娜寄假信，使她穿天使裝登場受嘲笑。
第8集叫娜娜錄影－自己跟小湯對話，然後‘剪接’成「小湯批評小薇」的樣子到處散播。
第9集散播傳單抹黑小薇－「她覺得她是天使」（She think she's an angel）；之後跟娜娜以「紅衣惡魔」扮相跟法蘭等人對抗。
第10集被小湯發現是散播影片兇手後把責任推給娜娜；第11集娜娜合謀幫與小湯「吹眼睛」用借位效果讓小薇誤會。
雖自身喜歡小湯不斷獻殷勤但事實上壓根沒真心愛过小湯，除此之外也不喜歡甚至厭惡小湯家之一切。諸如不喜歡他堂妹艾妮覺得她嘰嘰喳喳很吵、招待的柳橙汁‘非天然’竟然還敢拿出來給客人喝、向娜娜說小湯父歸國後之接風團聚晚餐竟然是微波食品而且還敢吃下去然後還在桌上聊天真是吵死了。

第二季個性開始轉好，喜歡上費德里戈。
- 蘿多菲卡·可米洛（英语：Lodovica Comello） 飾演 法蘭西絲·卡菲利亞（Francesca Caviglia）（台灣配音：謝佼娟）

暱稱法蘭/小法（Fran），是個機靈、無私的好友，生於義大利。
她深知上「Studio 21」對家庭經濟來說很吃緊，而哥哥路卡則負責經營「Restó酒吧」（台譯瑞斯餐廳，61集）（Restó Bar→Resto Band）。
通常說話會帶有短語或俚語但時常錯用，台版改成講錯詞彙（如「擔心」講成「膽心」）或錯用成語。
喜歡湯瑪士，但他始終視自己為好友。一開始有些嫉妒薇歐蕾塔，但後來兩人還是成為好友。
第7集原想叫哥哥讓小湯回餐廳工作，但因他跟原想道歉的賀曼爭執所以使路卡無奈打消念頭。
第9集告知小薇她的天使扮裝「意外」在校造成一波新流行，並做出同里昂的評價；稍後更帶麥斯等人著天使裝出現其面前說要創新作。
第10集對麥斯駁斥羅拉是個"空腦袋"，卡蜜稍後又補充說他〖因愛昏頭〗；

- 迪亞哥·多明格斯（Diego Domínguez） 飾演 迪亞哥·埃爾南德（Diego Hernández）

第二季男二，因想找到生父而來到阿根廷；原先跟盧米菈合作離間薇歐蕾塔/里昂（Leonetta，里塔配）關係
雖起初想拆散薇歐蕾塔卻逐漸喜歡上她，後與法蘭在一起。
第二季結尾得知格瑞正是自己生父並正式相認
- 達米恩·勞雷塔（Damien Lauretta） 飾演 克萊文（Clement）

第三季出現的人物，喜歡薇歐蕾塔，後跟傑梨在一起。
- 瑪卡蓮娜·米格爾（Macarena Miguel） 飾演 潔梨（Gery）

第三季出現的人物，喜歡里昂，常常挑撥薇歐蕾塔跟里昂感情，後與克萊文在一起。
- 艾兒芭·梨可（Alba Rico） 飾演 娜妲莉亞·菲達爾（Natalia Vidal）（台灣配音：傅其慧）

暱稱「娜媞」（Naty，台譯娜娜/小娜），盧米菈左右手，有時更像是她的寵物，時尚而看不起其他同學。
是個沒有安全感的女孩，但本性內心非常善良、誠實。她認為想要成功就要緊緊依靠在“酷”團（cool crowd）身邊。
是個好舞者/歌手，但礙於盧米菈而無法發光發熱。雖深知盧米菈是個可為自身利益背叛她的人，但還是深信待在她身邊可獲得更多人氣。
雖被盧米菈如傭人般對待，但卻始終真心將她視作朋友，並通常會暱稱「小盧」（Lu）/「盧米」（Ludmi），直到74/75集知道她偷了給麥斯的情書並造假一份才憤而絕交。
第1集見到來學校外送的小湯時發現自己跟他是同鄉，同時解釋父親是外交官。
第3集向盧米菈表示假使真與小湯在一起可能極為淒慘，甚至被同學（包括里昂與敵對的法蘭他們）看不起。
第7集告訴小盧－她跟小湯的互動讓小薇「好忌妒」
第8集被小盧叫去做她跟小湯的對話錄影；第9集跟身旁男同學諷刺兼拍手說小薇‘真是天使’。

第一季後半與麥斯發展出感情關係，第二季兩人正式成為情侶。
- 康妲拉瑞亞·莫爾菲熙（Candelaria Molfese） 飾演 卡蜜拉·托雷斯（Camila Torres）（台灣配音：謝佼娟）

暱稱卡蜜（Cami），台譯卡蜜·托瑞斯（第20集）。有趣而大喇喇，與好友法蘭及麥斯就讀「Studio 21」，後也與薇歐蕾塔成為好友。
初期因扮相怪異（嬉皮→龐克，第6集改為波希米亞風〔Boho〕）而受盧米菈等人諷刺跟不上時代與潮笑。
第5集被眾人誤會是弄壞拉法·帕爾莫吉他之兇手，對朋友貶稱盧米菈與娜娜為「邪惡雙人組」。

第一季與布拉迪在一起。第二季與麥斯相愛，但最後兩人選擇退居當好朋友。
- 法坤多·剛班德（英语：Facundo Gambandé） 飾演 麥斯米利亞諾「麥斯」·彭德（Maximiliano "Maxi" Ponte）（台灣配音：鈕凱暘）

台譯麥斯西利諾（第5集），「Studio 21」最佳舞者，最愛好街舞。個性有趣機智、有創意，總是戴著鴨舌帽，音樂無疑是他的未來，他夢想未來能夠錄製一張自己的專輯。
法蘭與卡蜜最好的朋友，與盧米菈、里昂及其“酷”團每個人不合。容易墜入愛河，但愛情運不佳。
第3集與卡蜜和法蘭被喜歡的女生朵莉（Dolores）邀請至家中扮成恐龍，供她弟弟生日派對的朋友開心，但結束後她偕同男友爾尼與他認識。
雖不太接受朵莉已死會，但第4集還是送了她一束白花（沒收受），稍後又用它和她弟弟華金（暱稱小華）做交換玩綠色大球。
第7集結尾在表演活動上喜歡上安德魯之妹羅拉（Laura）；第8集結尾與法蘭、卡蜜合作，去她家跳舞「示愛」，但最後被安德魯「倒水」驅離。
第9集再次於校園搭訕羅拉，稍後安德魯出面「急忙護妹」；第10集開頭正式向她告白，稍後因安德魯趕緊逃到樹下躲避，後來帶玫瑰花到公園跟她約會，最後又因安德魯而趕緊逃走；後來在大廳中跟她交換手機號碼。

- 尼可拉斯·嘉尼爾（Nicolás Garnier） 飾演 安德魯·卡利斯托（Andrés Calixto）

昂支持者兼好友，有些笨拙但對自己做的事有十足信心。
對妹妹羅拉（Laura）極為愛護，所以麥斯第8集到他家對她跳舞「示愛」時對他「倒水驅離」。
當麥斯第9集在校園再次搭訕羅拉；第10集開頭正式向她告白與約會時，皆出面「急忙護妹」。
後來通過拳擊比賽確認麥斯对妹妹的誠心，最後因麥斯獲勝而獲准交往，但此事在羅拉眼中卻是「麥斯是打哥哥的暴力份子」而絕交。

- 阿圖爾·洛諾夫（Artur Logunov） 飾演 布拉可（Braco）

聰明而充滿野性，總活在自己世界中。是個Popping、Hip Hop舞者。
外貌與口音皆如外國人（總會突然講烏克蘭語），但從未表態自己出生地（就算真要講也會因劇情被打斷）。
第7集小薇去「Studio 21」正式上鋼琴課時所詢問的人就是他，但稍後在她講手機時就離去了。
有時跟法蘭等人相處時會講「在我的家鄉/老家這就是……」（"People in my country has word for people like you"）；「用我母語講會更好……」（"It sounds better in my language"），或講到跟熊有關的諺語。
第2集跟卡蜜聊天時就提到自己並非來自俄國，不過14集卻提到普希金，而在路卡餐廳幫忙時卻會做羅宋湯等料理，第64集甚至講到西伯利亞。
16集小薇從工具室天窗逃出去，正巧片刻後開門查看對裏頭凌亂狀況很困惑。
暗戀薇歐蕾塔，但此事僅拿坡知道；知道小湯可能要離開學校跟小薇分開還高興跳起舞，後來只得向同學解釋這是家鄉「發生壞事才跳的舞」（"the dance of the bad news"）以防止誤會。

- 羅德里多·菲利亞（Rodrigo Velilla） 飾演 拿坡里昂（Napoleón）（台灣配音：鈕凱暘）

盧米菈表弟，暱稱「拿坡」（Napo）/「下坡」（Sapo，娜娜），第11集參加入學考時在隊伍中看到表姊想與她相認並稱她「Susana」（台版翻盧蘇莎娜），但被告知請與她保持距離。
入學後還是不停想接近表姊，但總是被她阻止，娜娜也以「你在池塘她在天上」來比喻兩人在學校關係，如真想加入他們就要努力些。
初期想成為“酷”團的一份子，後來開始與他們漸行漸遠並加入法蘭一夥，成為一個好人。
唯一知道布拉可暗戀薇歐蕾塔的人。
- 卡兒拉·潘朵菲（Carla Pandolfi） 飾演 艾絲梅蘭達·迪·皮耶德羅（Esmeralda Di Pietro）

- 法萊黎雅·巴洛尼（Valeria Baroni） 飾演 拉拉（Lara）

第二季出現的人物，與里昂交往，後來分手。
- 山謬·納希曼多（Samuel Nascimento） 飾演 布拉迪（Broduey，網路直譯）

台譯布拉德威，來自巴西聖保羅。
格瑞透過朋友請來的交換學生（第一季42集），在後來跟帕布羅談話表明其實最初並不認識格瑞。
喜歡的料理是巴西黑豆燉肉（Brazilian feijoada），法蘭與卡蜜還曾相繼做這道菜取悅他。
原先對小薇很有興趣但她只視他為朋友（里昂和小湯在不明白前還為此吃醋）。
後來對卡蜜告白，並說一開始見到她就很喜歡最後交往（46集），但在經歷“眼線”與“樂團”事件後多次分合。
真實身分是格瑞繼安德魯之後的眼線（61集結尾揭露），主要為暗中監視法蘭一夥及教職員。最後被偷聽的安德魯發現（64集），65集只得向眾人「黯然離去」來承認，還被卡蜜質疑當初是否為此才交往，最後因將卡蜜整人把戲攬到自身才得到眾人接納（68集）。
第一季結局時向昂等人告知已選擇留下不會回國。
- 盧傑羅·帕斯道雷利（英语：Ruggero Pasquarelli） 飾演 費德里戈（Federico）

帕布羅校長任內所選義大利交換生。母親歐娜拉為賀曼好友（56集），初登場時寄住卡斯提家。
原喜歡小薇但她只視為朋友（57集），之後更受里昂和小湯敵視。後來變盧米菈喜歡對象，兩人也在第二季正式交往。
最後成為《達人21》冠軍，之後回到母國（71集）直到第二季再度回歸。
- 薩比亞泥·龐賽·迪·雷昂（Xabiani Ponce De León） 飾演 馬可·塔菲利（Marco Tavelli）

第二季出現的人物，與法蘭交往，後在第三季與法蘭分手。
- 羅德里戈·弗蘭普頓（Rodrigo Frampton） 飾演 米爾頓（Miltón）

### 師長/家長
- 埃爾基耶爾·羅德里格斯（英语：Ezequiel Rodríguez） 飾演 帕布羅·加林多[17]（Pablo Galindo）

「Studio 21」舞台表演老師兼行政主管，第1集就被安東尼任命為新校長（Director of the Studio），用「寓教於樂」教學方針，極受全校同學愛戴。
第2集與安琪前往卡斯提家，因小薇私自離家太久，導致在外等候的他要進去找安琪時被巡警誤會是誘拐嫌疑犯而被拘留。
接位後於第2集決定讓互相敵對的“酷”團與法蘭他們合作創作作品，讓他們學習「團結力量大」（Together We're Stronger，也是正式表演名稱，歌名也能叫《持續舞動》（Always Dancing））。
初期勸告安琪應盡早對小薇告知真相。
第4集在舞蹈教室宣布舉辦校外教學——去戲院看巨星兼學長拉法·帕爾莫演唱
第5集在校園向法蘭等人宣布學長將「來校觀摩」
第7集錄用小湯為羅伯特助理。
第9集對「小薇傳單」一事向小盧與法蘭他們教育了一番
第10集到小薇家找安琪

- 羅德里戈·沛德雷達（Rodrigo Pedreira） 飾演 格雷戈里奧·加薩（Gregorio Casal）（台灣配音：徐偉翔）

「Studio 21」舞蹈老師（dance teacher），台版簡稱格瑞，習慣用「有秩序」的方式上課。
喜歡對看不順眼的學生「加以迫害」並暗中收眼線「挖弱點」使其退學。
對安東尼任命帕布羅為新校長之事不太高興及服從，甚至還列出一份「錯誤清單」想呈給他（第17集）。
幾乎可將球準確擲到音響開關，教學十分嚴厲，舞蹈動作也難度刁鑽讓學生苦不堪言。
對盧米菈有些偏袒，前期總是對布拉可找碴，小湯入學後則換成他。在小湯入學前就看他不順眼，老對他舞姿有意見，認為他對自己所做行為皆是「蓄意傷害」。
第5集對安琪「裝扮與行蹤」感到懷疑，並在教師辦公室問話時叫她「安姬」（Angey）。
15集更因叫小湯把地板擦亮而滑倒受傷（他用了蠟），但16集仍執意回校擔任評審。
17集開頭甚至向羅伯特和帕布羅表示是他「修改」舞蹈科成績想讓小湯不及格。
對盧米菈為小湯護短之事十分不滿，於18集暗中叫她接近小湯以查出「安琪的祕密」（當小薇家教之事）來贖罪，不然就忽略身世開始對她「一視同仁」。
40集用計除掉帕布羅當上校長後實行獨裁統治讓全校苦不堪言，甚至連盧米菈也無法忍受。
雖對眾人宣稱自己作為皆為學校辦學傳統及維護校風，但實為暗中搞破壞。諸如搗毀年中表演場景/竄改節目票數，直到80集被帕布羅等人發現拆掉年底表演鐵架之動機而慘遭安東尼開除，最後撂狠話離去後"慘遭"現世報(踩到木板被打暈並被淋一身藍油漆)。

第二季結尾得知自己就是迪亞哥生父並正式相認。

- 帕布羅·蘇達尼（Pablo Sultani） 飾演 羅伯特「貝托」·貝凡尼托[20]（Roberto "Beto" Benvenuto）

「Studio 21」音樂老師（Music teacher）（15集），學生通稱他「羅伯特」（台灣配音版），也是小薇向賀曼推薦的鋼琴課老師。
出場時總十分狼狽，會撞倒物品或發生意外。
第3集時於午飯時間檢測一名女學生大提琴能力，同時四處找「散落各處」的三明治，與格瑞講完話片刻後又誤當麵包為手機。
第6集拉馬洛帶小薇入學時‘激動瘋狂’展示教室裡的樂器，冷靜下來聽他解釋後才明白賀曼只是要女兒學鋼琴。
第7集被樂器室的一堆樂器「纏身」。

- 阿爾貝托·費爾南德·迪·羅薩（英语：Alberto Fernández de Rosa） 飾演 安東尼奧·費爾南德·門德斯（Antonio Fernández Méndez）（台灣配音：夏治世）

台譯安東尼·佛南戴斯·門德斯（36集），「Studio 21」創校人兼前校長，極受全校師生絕對敬重，因對音樂極度熱愛而創立該校。
最初就是他負責瑪麗亞的表演相關事務，始終為她的死深感愧疚。瑪麗亞過世後因賀曼認定此事他也有威逼而從此斷絕聯絡。
第1集因有事離校並任命帕布羅接任校長後退居二線，但情況危急時仍會回鍋執掌校務。
第3集看到碰巧來學校的小薇，驚訝得誤以為是瑪麗亞，直到見到密友安潔莉卡才明白緣由（30集），此前一直都認為是「巧合」。
78集因賀曼到學校想找「失蹤」的小薇致使兩人再度相見，說明已相隔「14年3個月又9日」並同時解釋——演出其實取消但瑪瑞雅仍自願演唱（他做出允許並未阻止）於是才發生意外過世。

- 瓦倫媞娜·菲里曼（Valentina Frione） 飾演 潔可琳「潔姬」·賽恩茲（Jacqueline "Jackie" Saenz）

「Studio 21」校友兼安東尼外甥女，第二季被舅舅請來接替格瑞，學生時期是帕布羅同學。
- 迪亞哥·艾爾卡拉（Diego Alcala）飾演 馬洛提/莫拉提（台版）（Marotti）

知名國際網路娛樂公司「Youmix」（台譯優密克斯）為學校製播的實境歌唱比賽節目《達人21》（Talents 21）製作人。
老被眾人（尤其格瑞）叫錯名字，台版於羅伯特誤稱時還出現「馬如龍」的稱呼。
- 芙蘿蘭莃雅·奧提茲（Florencia Ortiz） 飾演 沛梨西拉·菲洛（Priscilla Ferro）

盧米菈母親兼第三季主要反派，也是女兒偏激個性及瘋狂佔有慾始作俑者。
自盧米菈幼年就對她極苛刻，甚至對移民非洲的前夫（盧米菈父親）極盡隱瞞並毀滅一切。後來更嫁給賀曼。
後來眾人發現這些惡劣行徑都源於嚴重精神問題。當她意識到因搭檔對自己命令誤解而使盧米菈處於生命危險才猛然驚醒。最後她願意為自己行為承擔責任並道歉，同時將女兒繼續交付賀曼照顧。

### 次主要角色
- 米兒妲·沃斯（Mirta Wons） 飾演 歐佳·派翠西亞·潘雅（Olga Patricia Peña）（台灣配音：龍顯蕙）

卡斯提家傭人，對老闆忠心耿耿並尊稱「賀曼先生」（Mr. Herman）
視小薇如女兒般重要（57集）並暱稱她「小甜心」（My little girl），只要遇事与她相關皆為第一順位處理。在家幾乎與拉馬洛一同行動。
受老闆指示負責保管閣樓（存放瑪麗亞夫人遺物）房間備份鑰匙，但第2集就被安琪暗中闖入。
第2集看到小薇回家後“相當激動”，甚至用剛擦桌子的抹布擦她的身體。
第5集看到小湯（稱他「外送小子」，Delivery guy）進小薇房間，使得小薇只好立馬趕他出去兼辯解，之後在老闆問拉馬洛事情時“不小心”爆出小薇出門的事。
對潔德極為反感，甚至希望協同拉馬洛對她行「不合作運動」（拒絕伺候）。相反的對安琪非常滿意，甚至不停找機會希望撮合她與老闆。
第6集叫小薇幫她處理家事接待稍後會來的外送（路卡代小湯捕送沙律）。
第7集被賀曼懷疑是將音樂盒拿給小薇的人，不得已只好用‘要辭職’相逼以宣示清白。跟拉馬洛在2樓平台「觀看」賀曼與安琪吵架。
第8集結尾開門看到拉法時叫他瑞奇·馬丁(Ricky Martin)；第9集切了些甜椒等蔬菜加香蕉皮幫拉馬洛敷背。
為人行事常無意中說漏嘴，甚至將得知的一些小八卦消息誇大弄成「大新聞」造成他人誤解或困擾，事後還一副「別人的錯」的心態。

- 阿爾佛略多·阿連德（Alfredo Allende） 飾演 里山德羅·拉馬洛（Lisandro Ramallo）

卡斯提家管家兼賀曼祕書（assistant，第1集），對老闆忠心耿耿，在家幾乎與歐佳一同行動。實際上有自己居所並不居於卡斯提家。
時常跟歐佳說要與自己保持一些距離，要有「私人空間」（"Personal Space"）。
跟小薇關係極親密，視如乾女兒般重要（57集），甚至能讓她放心「託付」秘密。
第2集因訂了披薩所以跟小薇說他先放錢在桌上。第5集小湯找小薇時，誤以為他是問歐佳的事。
第6集受託付帶小薇進入「Studio 21」學習鋼琴，同時「囑咐」她別讓爸爸知道真相。
初見昂時很熱絡（因賀曼跟里昂兩家人本來就認識）。長久以來認為拉法汀家處境與舉動「不單純」
第7集跟歐佳在2樓平台「觀看」賀曼與安琪吵架。
第10集開電視找食物時與潔德看到賀曼與安琪去赴宴。
36集受小薇與安琪懇求偽裝成商人佛格森先生（Mr.Ferguson）以給予安東尼年中公演資金，但因帕布羅突然出現而告吹。

- 芙蘿蓮莃雅·班尼提茲（Florencia Benítez） 飾演 潔德·拉法汀（Jade LaFontaine）（台灣配音：丘梅君）

賀曼未婚妻，喜歡喝綠茶。雖不斷討好小薇，卻始終不被她視為未來繼母，所以後來就或明或暗地叫她「惡魔、眼中釘」，甚至想將她送進寄宿學校。
充滿心機但卻非常天兵，跟他人講話常常对不上頻道，甚至時常在關鍵時刻選擇性裝傻。始終不太情願明白與接受家中已破產的涵義兼事實，生活行事仍繼續像有錢人的作風總是讓哥哥頭大在背後不斷收拾殘局，被哥哥譏為「蚊子腦」（Dimwit）。
第3集結尾被人力公司派員告知無雇用所派遣的家教，於第4集開頭叫兩名壯漢把安琪逐出。
第5集對哥哥說她不想當「堅果人」（實為監護人）；第8集開頭說穿天使裝的小薇是「扮小雞」。
由於「嬌生慣養」所以會「爆出」常人難理解之事，如公車好可怕、不認識鈔票（覺得哥哥拿出5阿根廷披索很「小氣」）、不明白工作為何需要「找」而並非它自己來等……，甚至遷怒到哥哥身上或把他苦境（被裝竊聽器）「誤轉換/理解」成完全不合裡的「好事」（警方要為他錄唱片）。
時常說出違反常理的話，如第3集叫樂隊換「輕快的」搖滾樂、鑽石是從牡蠣長出來的（第18集）、從東京學來的中國按摩等……，甚至時常搞「地理大搬家」，如西班牙在亞洲（第18集）、杜拜在歐洲、不知道阿根廷在南美洲。或是錯用詞彙，像是將「工作」的拼寫“JOB”講成“JOV”（台译「工座」）（43集）。
第9集因破產家中被法院查封下令清算，稍後賀曼前來時辯稱是搬家；意外聽到安琪與瑪麗亞是姐妹（只是驚訝），想求證時又被她忽悠過去。
第10集與拉馬洛在電視看到賀曼與安琪去赴宴「大為光火」。

- 華金·貝托爾（Joaquín Berthold） 飾演 馬提亞斯·拉法汀[23]（Matías LaFontaine）（台灣配音：李勇）

本名台譯馬提亞（第17集），暱稱「馬提」（Mati，台譯小馬），潔德哥哥，但總被她使喚，後來反過來利用妹妹愚笨的特點推行計謀讓自己彷彿置身事外。
第1集晨跑時經手機通話得知家中破產及公司倒閉，之後更撞到路上停下正綁鞋帶的安琪；一心要讓妹妹嫁給賀曼，以奪得其財產。
第4集告知妹妹家中已破產，之後住在原被警方查封但後來贖回的車中，但始終不太想找工作（覺得很累且不習慣）。
第6集被拉馬洛詢問是否遇到財務困難。
法院沒收車子後跟警方幾經交涉獲准上電子腳鐐軟禁於卡斯提家，直到肯供出身為逃犯的父親下落做交換條件解除腳鐐（42集），之後多次「捏造理由」好讓自己能合理待下來。此結果也導致他常常受到妹妹莫名阻撓而無法蹭飯，只能偷偷拿走或趁用餐時間向歐佳‘點餐’帶到別處暗中食用。
雖起初告訴妹妹此事但不被理解只得小心隱瞞，直到41集初才讓小薇恰巧撞見，雖中間受到歐佳懷疑，但直到68集兄妹二人想跑路被警方攔截，直到此刻賀曼等人才真正知曉。

- 西蒙瑞·李霍伊（Simone Lijoi） 飾演 路卡斯「路卡」·卡菲利亞（Lucas Caviglia）（台灣配音：夏治世）

法蘭哥哥，自義大利來到阿根廷接手經營著自叔叔傳下來的「Restó酒吧」（第1集）。有著高大的身材、強烈的個性，外表看似脾氣暴躁，但其實是個好人（第7集法蘭對小湯說他其實“腦袋空空”）。
第2集因昂來鬧場，安德魯暗中把錢翻出，誤以為是正想弄清狀況的小湯在偷錢，最後是法蘭調閱監視器才釐清誤會。
第6集看到被小薇壓壞的沙拉，雖妹妹做出挽留但還是無奈叫小湯走路；之後代他補送沙拉到小薇家。（事實上根據劇情可推測出小薇壓壞的餐點本身就是歐佳早先訂購，故根據情節邏輯理論上小薇可以有權利承擔小湯損壞餐點的過失責任，小湯並不須被辭退。）
剛開始極討厭妹妹的同學們長久待在餐廳，後來因里昂與小薇的表演才發現有「錢景」，甚至將餐廳改成「樂團休息站」並開闢表演區，不過初期受到法蘭極度不解與排斥。

知道《達人21》籌備之事後向馬洛提毛遂自薦，59集正式成為節目主持人。不過想表演氣球藝術時老被馬洛提阻撓。

80集與拉法共同擔任年底大戲開幕式主唱。
第1季結束後就回到義大利不再登場。

### 次要人物
- 格曼·赤培爾（Germán Tripel） 飾演 拉斐爾「拉法」·帕爾莫（Rafael "Rafa" Palmer）

「Studio 21」校友兼知名搖滾巨星，喜歡安琪。
第4集帕布羅帶學生去劇院看他演唱
第5集帕布羅邀請他「回校觀摩」，見識學校在他領導下如何讓學弟妹學習何謂‘團結力量大’，並將表演成果展現給他。
第7集回校觀賞帕布羅籌劃的表演－“酷”團與法蘭等人的‘團結力量大’。
第8集向小湯問安琪下落；第9集開頭更跑到小薇家找她，並在路上示愛。
57集被請來擔任《達人21》評審
80集與路卡共同擔任年底大戲開幕式主唱

- 維多利亞·瑞斯多（Victoria Racedo，電視劇）/佛羅倫薩·埃爾多訥（Florencia Erdozain，電影版）飾演 瑪麗亞·莎曼爾（María Saramego）[24]（台灣配音：謝佼娟）[25]

「Studio 21」校友兼前知名歌星（1969年10月31日～1999年9月12日），安琪之姐/安潔莉卡長女/小薇之母/賀曼之妻。
只在回憶與照片登場，第1集據安琪說法—原本結婚生下小薇後就要引退，但由於被父親硬逼接下最後巡迴而慘遭意外去世，年僅29歲（小薇當時僅4、5歲）。
生前遺物全保存於家中閣樓並秘密封鎖，後來當小薇有困惑時也常去這裡尋求撫慰，第15集也是因看了她的日記才決定參加入學考。

座右銘為"Singing is who I am"
- 尼爾達·拉吉（Nilda Raggi）飾演 安潔莉卡·卡拉（Angélica Carrará）（台灣配音：謝佼娟）

安琪之母/小薇外婆/賀曼岳母/安東尼密友，原住在西班牙後來搬到布宜諾斯艾利斯（25集）。
其實第1集安琪就對帕布羅提及「賀曼在馬德里看到她，所以才導致他趕緊帶小薇回國」。
從西國搬來後希望能找到小薇，極度不明白也不諒解女婿与家族決裂藏起外孫女的作為。
第1季結束後就不再登場。

### 特別演出
- 布莉琪·門德勒 飾演 自己(第2季第11集)

安東尼特邀貴賓，蒞校時讓全校極度驚訝。
起初看到先前慰問的盧米菈時不小心誤認為小薇，還困惑她為何染頭髮，直到小薇上前自我介紹才明白。
最後跟眾人一起演唱自己名曲《熱帶風暴》（Hurricane （页面存档备份，存于））

## 電影版
《音樂情人夢：音樂會》（英語：Violetta: en Concierto）展示從米蘭至布宜諾斯艾利斯的音樂會。2014年4月3日於拉丁美洲播放，2014年5月9日於西班牙播放，2014年6月8日於義大利播放。本電影於阿根廷上映時，票房獲得2014年4月亞軍位置。

## 獎項與提名
| 年度 | 大獎                       | 獎項                       | 入圍                       | 結果 |
| ---- | -------------------------- | -------------------------- | -------------------------- | ---- |
| 2012 | 阿根廷兒童選擇獎           | 喜愛電視劇集獎             | 喜愛電視劇集獎             | 提名 |
| 2012 | 阿根廷兒童選擇獎           | 喜愛男演員獎               | 帕布羅·艾斯畢諾沙          | 獲獎 |
| 2012 | 阿根廷兒童選擇獎           | 喜愛反派獎                 | 梅絲蒂·朗布利              | 獲獎 |
| 2012 | 阿根廷兒童選擇獎           | 女新人獎獎                 | 瑪蒂娜·斯托賽爾            | 獲獎 |
| 2013 | 尼克頻道兒童選擇獎         | 喜愛拉丁藝術家獎           | 瑪蒂娜·斯托賽爾            | 提名 |
| 2013 | 加德爾獎（Premios Gardel） | 最佳電視／電影原聲帶獎     | Violetta                   | 獲獎 |
| 2013 | 馬丁·菲耶羅獎              | 表現優異兒童／青少年節目獎 | 表現優異兒童／青少年節目獎 | 獲獎 |
| 2013 | 馬丁·菲耶羅獎              | 女新人獎                   | 瑪蒂娜·斯托賽爾            | 獲獎 |
| 2013 | 墨西哥兒童選擇獎           | 喜愛男演員獎               | 豪爾賀·布蘭戈              | 獲獎 |
| 2013 | 墨西哥兒童選擇獎           | 喜愛電視節目獎             | 喜愛電視節目獎             | 提名 |
| 2013 | 墨西哥兒童選擇獎           | 喜愛反派獎                 | 梅絲蒂·朗布利              | 提名 |
| 2013 | 墨西哥兒童選擇獎           | 最佳男配角獎               | 帕布羅·艾斯畢諾沙          | 提名 |
| 2013 | 墨西哥兒童選擇獎           | 最佳女配角獎               | 可拉拉·亞隆索              | 提名 |
| 2013 | 阿根廷兒童選擇獎           | 喜愛電視節目獎             | 喜愛電視節目獎             | 獲獎 |
| 2013 | 阿根廷兒童選擇獎           | 喜愛電視男演員獎           | 豪爾賀·布蘭戈              | 提名 |
| 2013 | 阿根廷兒童選擇獎           | 喜愛電視女演員獎           | 瑪蒂娜·斯托賽爾            | 提名 |
| 2013 | 阿根廷兒童選擇獎           | 喜愛電視女演員獎           | 蘿多菲卡·可米洛            | 提名 |
| 2013 | 阿根廷兒童選擇獎           | 最佳男／女配角獎           | 山謬·納希曼多              | 獲獎 |
| 2013 | 阿根廷兒童選擇獎           | 喜愛反派獎                 | 梅絲蒂·朗布利              | 獲獎 |
| 2013 | 阿根廷兒童選擇獎           | 男新人獎                   | 薩比亞泥·龐賽·迪·雷昂      | 提名 |
| 2014 | 墨西哥兒童選擇獎           | 喜愛電視節目獎（國際）     | 喜愛電視節目獎（國際）     | 提名 |
| 2014 | 墨西哥兒童選擇獎           | 喜愛男演員獎               | 豪爾賀·布蘭戈              | 獲獎 |
| 2014 | 墨西哥兒童選擇獎           | 喜愛女演員獎               | 瑪蒂娜·斯托賽爾            | 提名 |
| 2014 | 墨西哥兒童選擇獎           | 喜愛舞台劇獎               | 喜愛舞台劇獎               | 提名 |
| 2014 | 墨西哥兒童選擇獎           | 最佳自拍獎                 | 瑪蒂娜·斯托賽爾            | 提名 |
| 2014 | 墨西哥兒童選擇獎           | 喜愛反派獎                 | 迪亞哥·多明格斯            | 提名 |
| 2014 | 哥倫比亞兒童選擇獎         | 喜愛電視節目獎             | 喜愛電視節目獎             | 提名 |
| 2014 | 哥倫比亞兒童選擇獎         | 喜愛電視男演員獎           | 豪爾賀·布蘭戈              | 獲獎 |
| 2014 | 哥倫比亞兒童選擇獎         | 喜愛電視女演員獎           | 瑪蒂娜·斯托賽爾            | 獲獎 |
| 2014 | 哥倫比亞兒童選擇獎         | 喜愛反派獎                 | 梅絲蒂·朗布利              | 獲獎 |
| 2014 | 巴西我的尼克獎             | 喜愛電視角色               | 薇歐蕾塔                   | 待定 |

## 腳註
1. ↑  詳見台版片頭曲結束畫面 （页面存档备份，存于）
2. ↑  .   [2018-07-07]. （原始内容存档于2019-01-23）.
3. ↑  .   [2017-02-22]. （原始内容存档于2017-04-05）.
4. ↑  本條目所講的「配音」是指以中華民國國語配音的台灣配音版。「不做配音」雖是指使用原音，但由於台灣採用英文配音版本做副聲道部分，故這裡的「原音播出」其實是「英文配音版」而不是該劇生產母國的「西班牙語版」。
5. ↑  . Cooperativa. 6 April 2013  [7 April 2013]. （原始内容存档于2020-02-07）.
6. ↑  .   [2017-02-23]. （原始内容存档于2017-08-16）.
7. ↑  .   [2018-07-07]. （原始内容存档于2018-07-07）.
8. ↑  Violetta源於Violet（紫羅蘭花），而與該名字最接近的字為Violette（紫羅蘭色），因此該色也是本劇「主題色」。
9. ↑  詳見片頭曲登場順序。一般狀況下影集片頭曲中最先登場之兩角必定是男/女主角，之後是主要配角→次要配角→次要角色。
10. ↑  第1集小薇想整修房間但敲破水管，下一幕賀曼在家中書房對她說「我們家就是開建築公司的」，妳根本不用自己動手。
11. ↑  台版62集翻成「表妹」，於進入《達人21》決賽八強發表感言時提及。
12. ↑  62集譯為「安琪絲」，66集後譯為「安琪莉絲」
13. ↑  台版40集將姓氏譯做「卡拉拉」，41集前情提要譯為「卡拉」。
14. ↑  其實她當初只是趁廚房後門沒關潛進去，然後進入賀曼書房看到父女合照時被撞見，賀曼誤認她為應徵者才使她當下決定「將錯就錯」。
15. ↑  配音版（第一上半季）譯為「盧米菈閃人了」；原音版（第一下半季）譯為「盧米菈退場」。
16. ↑  初期有時也有俄語、德語。第3集課堂上眾人設計讓里昂看到盧米菈與小湯側錄影片时麥斯曾問他「『盧米菈倒大楣』的俄語怎麼說？」，第20集將路卡在餐廳說的話再次用「母語」說出，台版字幕顯示為烏克蘭語（由於演員本身是烏克蘭人）。不過由於原版播出並無字幕（麥斯某次在他說完後跟法蘭等人說「剛剛沒打字幕根本聽不懂」），所以實際上劇中無人能知道也聽不出他實際語言。
17. ↑  台版40集將姓氏譯做「哥林多」。
18. ↑  劇中其實從未明確明示其職位，只知職掌範圍繁雜。不過相關情節皆是他負責籌劃表演事務，諸如平日學生作業或學校年中/年底表演。直到59集路卡在《達人21》開播集介紹評審時將他稱為「舞台表演」老師。
19. ↑  本劇將「Studio 21」負責人職稱叫做Director，台版因此而譯做「校長」，但Violetta Wiki上也有用到中文真正意思為校長的Principal這個詞。第一季下半季甚至出現「總監」、「導演」的翻譯。
20. ↑  台版6集將姓氏譯「貝努托」
21. ↑  24集說明是從西班牙回來。
22. ↑  77集辭職後見到安琪時便說他自己有家，不需找地方住。此外部分情節賀曼幾度威脅要開除他時也說到：再有意見相左就「回自己家」。這也是67集為何小盧跑去小薇家擺跳蚤時他卻「完全沒事」的原因（另一倖存者費德里戈則是聽音樂睡得很熟）。
23. ↑  台版第一季上半季姓氏譯做「拉法丁」
24. ↑  全名首次出現於第1集安琪剪報，翻譯出於第6集；第一季下半季譯做「瑪瑞雅」
25. ↑  第15集小薇閱讀她的日記時有出現她的「旁白」，內容講述她生下小薇後的感想，覺得身為人母是一生最驕傲的事。
26. ↑  首見第一季47集安琪前去掃墓的墓碑，María's grave（瑪瑞雅的墓碑）
27. ↑  配音版譯「唱歌是我的一切」（第一季40集末）；原音版譯「我唱故我在」（41集），也可譯「音樂就是我的一切」。
28. ↑  . terra.cl. 19 March 2014  [12 April 2014]. （原始内容存档于2016-10-24） （西班牙语）.

## 外部連結
- 官方網站
- 英國迪士尼頻道官方網站 （页面存档备份，存于）
- 音樂情人夢維基 （页面存档备份，存于）（英文）
- 互联网电影数据库（IMDb）上《音樂情人夢》的资料（英文）